# Ліджиєв Мінгіян Володимирович
Мінгіян Володимирович Ліджиєв (рос. Мингиян Владимирович Лиджиев; 8 січня 1991, Лагань, РРФСР — 31 серпня 2022, Україна) — російський офіцер, капітан ПДВ РФ. Герой Російської Федерації.

## Біографія
В 2008 році вступив в Рязанське повітрянодесантне командне училище, після закінчення якого був призначений командиром параштуно-десантного взводу, потім — заступником командира роти 234-го десантно-штурмового полку. Пізніше був призначений командиром 5-ї десантно-штурмової роти 83-ї окремої повітряно-десантної бригади. З 24 лютого 2022 року брав участь у вторгненні в Україну. Загинув у бою під час контрнаступу ЗСУ на Миколаївсько-Криворізькому напрямку. 10 вересня був похований в рідному місті.

## Нагороди
- Медалі
- Звання «Майстер спорту з армійського рукопашного бою»
- Орден Мужності
- Звання «Герой Російської Федерації» (24 жовтня 2022, посмертно) — «за мужність і героїзм, проявлені під час виконання військового обов'язку.»